# 科塔土邦
科塔土邦，是位於現在印度拉賈斯坦邦科塔的拉傑普特人小王國。
科塔以前是本迪土邦一部分，但在17世紀成為一個獨立的王國。

## 歷史
在1631年，科塔土邦從本迪土邦脫離，但在1707年1月18日-1713年9月8日兩個土邦曾短暫統一。
在1817年12月26日，科塔土邦成為英國保護國，它是由拉傑普特人中的卓罕氏族統治，享有17響禮炮待遇。在1949年這土邦加入印度聯邦。